# Vahiny
Vahiny là một chi khủng long, được Curry Rogers & J. A. Wilson mô tả khoa học năm 2014.